# PFC Spartak Pleven
El PFC Spartak Pleven (en búlgaro: ОФК Спартак) es un club de fútbol búlgaro de la ciudad de Pleven. Fue fundado en 1919 y juega en la V AFG, tercera división en Bulgaria.
Los colores del Spartak Pleven son blanco y azul. Plamen Getov, exjugador de la Selección de fútbol de Bulgaria es la figura más prominente del equipo, siendo el máximo goleador del mismo con un total de 108 anotaciones.

## Palmarés
- B PFG (5): 1960–61, 1966–67, 1977–78, 1983–84, 2000–01
- V AFG (3): 2011–12, 2014–15, 2018–19

## Participación en competiciones de la UEFA
| Temporada | Torneo         | Ronda          | Club            | Casa | Visita | Global   |
| --------- | -------------- | -------------- | --------------- | ---- | ------ | -------- |
| 1964–65   | Copa Intertoto | Fase de grupos | Karl–Marx–Stadt | 0–0  | 2–6    | 4° Lugar |
| 1964–65   | Copa Intertoto | Fase de grupos | Tatran Prešov   | 2–2  | 0–0    | 4° Lugar |
| 1964–65   | Copa Intertoto | Fase de grupos | Odra Opole      | 1–1  | 0–2    | 4° Lugar |
| 1981      | Copa Intertoto | Fase de grupos | Werder Bremen   | 2–3  | 0–1    | 3° Lugar |
| 1981      | Copa Intertoto | Fase de grupos | Malmö           | 2–0  | 1–3    | 3° Lugar |
| 1981      | Copa Intertoto | Fase de grupos | Zürich          | 4–1  | 0–3    | 3° Lugar |